# Torakotomia
Torakotomia – procedura chirurgiczna, polegająca na otwarciu ściany klatki piersiowej, umożliwiająca dostęp do narządów zlokalizowanych wewnątrz klatki piersiowej, czyli płuc, serca, przełyku, tchawicy, przepony.
W zależności od miejsca, które ma być operowane, otwarcie klatki piersiowej wykonywane jest w różnych miejscach. Rozróżnia się:
- sternotomia pośrodkowa – polegająca na przecięciu mostka w linii pośrodkowej ciała. Ten rodzaj torakotomii wykorzystywany jest najczęściej w kardiochirurgii;
- torakotomia tylno-boczna – wykonywana najczęściej w V lub IV międzyżebrzu, wykonywana w przypadku operacji płuc, tylnego śródpiersia i przełyku, tętnic płucnych. Jest domeną torakochirurgów. Dodatkowo używa się sformułowań lewa i prawa na określenie strony wykonania zabiegu;
- torakotomia przednio-boczna – wykonywana najczęściej w trybie pilnym lub u pacjentów w ciężkim stanie ogólnym, który jest przeciwwskazaniem do torakotomii tylno-bocznej. Ten rodzaj zabiegu zapewnia dobrą kontrolę dróg oddechowych i jest często wykonywane u pacjentów z urazami klatki piersiowej. Ten rodzaj torakotomii jest też wykonywany jako tak zwana emergency thoracotomy, nawet w leczeniu przedszpitalnym[1] w przypadku penetrujących ran klatki piersiowej[2]. Wykonuje się ją w V międzyżebrzu z przodu, wykonując cięcie od mostka w kierunku pachy[3]. Umożliwia ona odbarczenie narastającej tamponady serca, czy bezpośredni masaż serca;
- torakotomia pachowa – zapewnia ograniczony dostęp do górnej części klatki piersiowej i jest stosowana w przypadkach diagnostycznych lub w celu wykonania sympatektomii.

Torakotomia jest zabiegiem wiążącym się z długotrwałym bólem pooperacyjnym, dlatego coraz częściej propaguje się wykonywanie tak zwaną małą torakotomię. Ten typ zabiegu jest już obecnie z powodzeniem stosowany w przypadku zabiegów pomostowania aortalno-wieńcowego w obrębie LAD,Cx,Dx. Ta procedura nosi nazwę MIDCAB (ang. Minimally Invasive Direct Coronary Artery Bypass Grafting ). Dodatkowo ta metoda umożliwia wykonywanie zabiegu na bijącym sercu. 
Inna metodą minimalizującą traumatyzację jest VATS (Video-assisted thoracic surgery), którą można przyrównać do chirurgii laparoskopowej w obrębie klatki piersiowej.